# Berwick Tunnel
De Berwick Tunnel is een scheepvaarttunnel bij Shrewsbury in het Engelse graafschap Shropshire. De tunnel maakt deel uit van het Shrewsbury Canal, dat Shrewsbury met Norbury Junction verbindt.
De tunnel werd geopend in 1797 en is de enige tunnel in dit kanaal. De tunnel is 887 m lang en 3 m breed en werd gebouwd in opdracht van ingenieur Josiah Clowes. De muren van de tunnel zijn bekleed met bakstenen. Het is de eerste tunnel die werd gebouwd met een jaagpad. Het pad was 1 m breed en lag boven de waterspiegel om de waterweerstand voor de schepen te verminderen. Houten balken waren in de muren bevestigd en hierop lagen planken. Het jaagpad werd al in 1819 verwijderd. De boten had geen motoren en daarom lag de bemanning op zijn rug of op een zij, met de benen naar boven of naar de muren en men “liep” de boten door de tunnel.
De tunnel is niet kaarsrecht. Door de bocht is niet te zien of er tegenliggers in de tunnel zijn. Daarom werd een plaatselijke wet uitgevaardigd dat degene die eerst het midden van de tunnel had bereikt, mocht doorvaren, terwijl de tegenligger achteruit de tunnel terug uit moest.
Het kanaal werd in 1944 gesloten. Sindsdien zijn grote delen van het kanaal gedempt, maar de tunnel en nog enkele andere kunstwerken, waaronder de Longdon-on-Tern-aquaduct, zijn nog in het landschap aanwezig. Het noordelijke portaal is dichtgemetseld. De tunnel is eigendom van British Waterways. 